# Rue de la Montagne
Rue de la Montagne – ulica na osi północ-południe w dzielnicy Ville-Marie, w Montrealu. Łączy Avenue du Docteur-Penfield z Rue Wellington.
Przez długi czas wierzono, że nazwa ulicy (dosł. „ulica Góry” lub „Górska”) nie ma związku z żadną górą i że odnosi się do nazwiska Jacoba Mountaina (którego nazwisko oznacza po angielsku góra), pierwszego biskupa anglikańskiego miasta Québec. Tymczasem najnowsze badania wskazują inaczej. W rzeczywistości Rue de la Montagne była pierwotnie ścieżką prowadzącą do góry i, począwszy od XVII wieku, misji Sulpicjan.
Mapa miasta Jourdaina La Brosse z 1761 roku ukazuje drogę nazwaną chemin des Sauvages de la montagne („droga górskich dzikusów”; słowo „dzikus” odnosiło się wówczas do Indian). Umiejscowienie tej drogi odpowiada umiejscowieniu drogi chemin de la Montagne (droga górska) z późniejszych map, która ostatecznie stała się dzisiejszą Rue de la Montagne.